# 모원웨이
모원웨이(중국어: 莫文蔚, 병음: Mò Wénwèi, 모문위 또는 막문위, 영어: Karen Joy Morris, 1970년 6월 2일 ~ )는 홍콩의 배우이자 가수이다.
한 때 주성치의 애인이었으며 그래서 주성치 영화에 굉장히 많이 출연했다.

## 이력
- 홍콩에서 출생하였으며 지난날 한때 영국 런던에서 잠시 유아기를 보낸 적이 있고 1993년 가수 데뷔.
- 1993년 홍콩 영화 《광동오호지철권무적손중산(廣東五虎之鐵拳無敵孫中山)》의 단역 출연을 통하여 영화배우 데뷔.

## 학력
- 이탈리아 유나이티드 월드 대학교 이탈리아어학과 학사
- 영국 유니버시티 칼리지 런던 대학교 대학원 이탈리아어학과 문학석사

## 영화
- 2016년《서유기3: 월광보합 리턴즈》
- 2013년《맨 오브 타이 치》 - 순징시 경위 역
- 2008년《카핀》
- 2004년《80일간의 세계 일주》 《대료애미려》
- 2003년《트윈 이펙트》
- 2002년《버추얼 웨폰》
- 2001년《소림축구》《절세호브라》
- 1999년《희극지왕》 《심동》
- 1996년《색정남녀》,《흑협》,《고혹자 3 - 척수차천》,《식신》
- 1995년《타락천사》,《홍콩 레옹》,《서유기: 선리기연》,《서유기: 월광보합》